# Андрієвка (Великоігнатовський район)
Андрі́євка (рос. Андреевка, ерз. Андреле) — село у складі Великоігнатовського району Мордовії, Росія. Адміністративний центр та єдиний населений пункт Андрієвського сільського поселення.
Населення — 700 осіб (2010; 828 у 2002).
Національний склад (станом на 2002 рік):
- ерзя — 82 %